# Dans l'enfer du safari
Dans l'enfer du safari est le vingt-septième tome de la série Michel Vaillant. Il a pour cadre la préparation et la participation à l'épreuve du Rallye Safari.

## Synopsis
Désireux de d'investir d'intensifier les exportations des Vaillante sur le marché automobile africain, Jean-Pierre Vaillant a pour objectif de faire triompher ses voitures à l'East African Safari, avec les équipages Michel Vaillant/Peter Shiyuka, Steve Warson/Gilbert Staepelaere et Yves Douléac/Gabriele Spangenberg. Michel estimant qu'un pilote de circuit n'a pas sa place dans une telle épreuve, refuse tout d'abord d'y participer avant de revenir sur sa décision à quelques semaines du départ. Comptant parmi les favoris, les pilotes des Vaillante vont devoir faire face à des obstacles inattendus…

## Véhicules remarqués

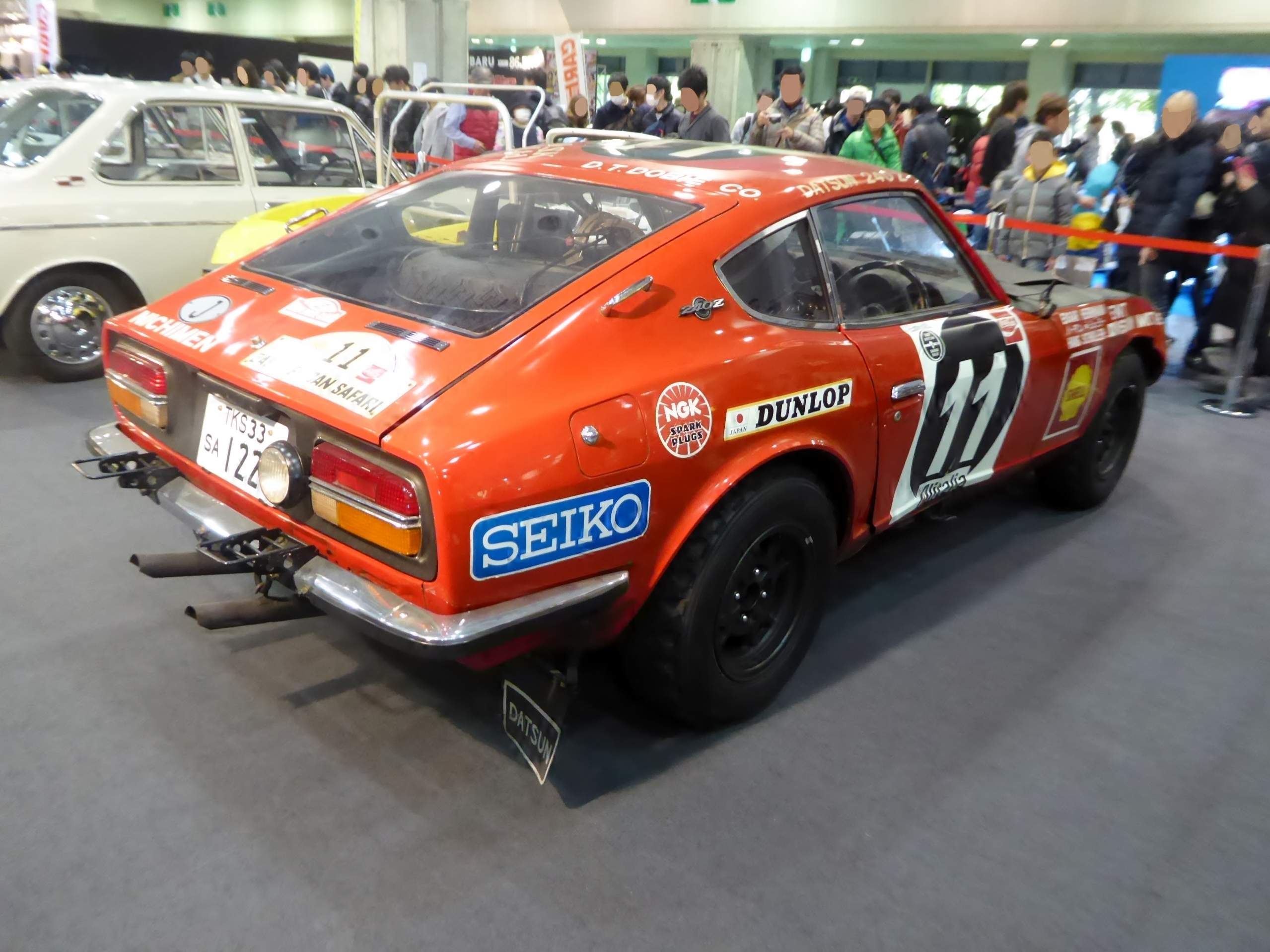
Une Datsun 240Z semblable à celle vue dans l'Enfer du safari.

- Ford Escort RS1600
- Lancia Fulvia HF
- Datsun 240Z
- Porsche 911 S
- Fiat 124 Abarth
- Peugeot 504
- Ford Mustang II
- Renault 17
- Citroën DS 23
- Jeep Willys CJ-5

## Publication

### Revues
Les planches de Dans l'enfer du safari furent publiées dans le Journal de Tintin entre le 8 janvier et le 18 mars 1975 (no 2/75 à 12/75).

### Album
Le premier album fut publié aux Éditions du Lombard en 1975 (dépôt légal 04/1975).